# Liror
Liror (Procellariidae) är en familj av havsfåglar inom ordningen stormfåglar (Procellariiformes).
Inom ordningen stormfåglar är liror både den artrikaste familjen, med ett 80-tal arter, och den familj som omfattar de mest skiftande arterna. I storlek varierar de från de båda jättestormfåglarna (Macronectes), som nästan är stora som albatrosser, till de små valfåglarna (Pachyptila), som inte är större än de största stormsvalorna (Hydrobatidae). Lirorna lever av fisk, bläckfisk och kräftdjur, och flera av arterna äter gärna fiskrens och kadaver. Alla familjens arter förflyttar sig oerhört långa sträckor under sina födosök och många arter genomför långa transekvatoriella förflyttningar. De häckar i fågelkolonier, lever i livslånga monogama förhållanden och är filopatriska, det vill säga återvänder till den plats där de föddes för att häcka. Alla arter lägger bara ett ägg per häckningssäsong. Både ruvningsperioden och tidsspannet då föräldrarna tar hand om sina ungar är exceptionellt långa för att vara bland fåglar.
Många av arterna inom familjen har häckningspopulationer på flera miljoner par medan andra arters populationer uppgår till mindre än 200 individer. Genom historien har människan exploaterat flera av arterna, exempelvis stormfågel och sydstormfågeln, som föda, bränsle och bete, vilket sker än idag. Flera arter är hotade av introducerade predatorer som bland annat attackerar både adulta och juvenila fåglar på häckningsplatserna. Ett annat hot utgörs av långrevsfiske.

## Taxonomi och evolution
Enligt Sibleys och Ahlquists studie med DNA-DNA hybridisering av fåglarnas fylogenetiska släktskap skedde uppdelningen av ordningen stormfåglar i fyra familjer för omkring 30 miljoner år sedan. Ett fossil som ofta sägs härstamma från ordningen och som förs till släktet Tytthostonyx är funnet i berg daterat till omkring krita/tertiär-gränsen, det vill säga för 60-70 miljoner år sedan, men på grund av att fossilet är så ofullständigt kan man inte med säkerhet placera det i ordningen stormfåglar.
Molekylära data antyder att stormsvalorna (Hydrobatidae och Oceanitidae) var de första att skilja ut sig, sedan albatrosserna (Diomedeidae). Tidigare urskiljdes även familjen dykpetreller (Pelecanoididae), men sentida studier visar att dessa är inbäddade i lirorna. Det finns dock indikationer på att moderna släkten inom familjen uppstod samtidigt som denna föreslagna uppdelning av familjen. Man har funnit ett fossil från tidig oligocen i Belgien som preliminärt placerats till släktet Puffinus, och merparten av de moderna släktena var etablerade under miocen. Detta tyder på att en basal evolutionär utvecklingslinje av ordningen åtminstone existerade under eocen (precis som för många av de moderna ordningarna bland fåglar), speciellt då man för hela familjen har verifierat signifikanta molekylära likheter som skiljer dem från andra ordningar. Alla dessa molekylära data bör dock än så länge ses som preliminära. Vissa släkten som Argyrodyptes och Pterodromoides är bara kända från fossil.

### Traditionell indelning av familjen

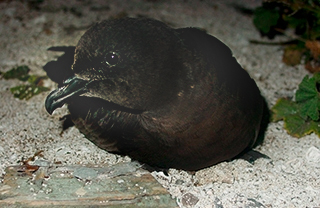
Spetsstjärtad petrell (Bulweria bulwerii). De två arterna inom släktet Bulweria har länge ansetts vara egentliga petreller tillsammans med petrellerna inom släktet Pterodroma, men nyare forskning motsäger sig detta.

Familjen liror delas traditionellt upp i fyra förhållandevis distinkta grupper: de största petrellerna (fulmaruspetreller eller storpetreller), egentliga petreller, valfåglar och egentliga liror.
- Fulmaruspetreller är gruppen med de största arterna inom familjen och består av omkring sju arter (beroende på taxonomi). Denna grupp saknar officiellt svenskt namn men kallas på engelska för The fulmarine petrels (och i denna text för fulmaruspetreller) och omfattar de två arterna av jättestormfågel (Macronectes giganteus och M. halli), de två arterna av stormfågel (Fulmarus glacialis och F. glacialoides), ispetrell (Pagodroma nivea) antarktispetrell (Thalassoica antarctica) och brokpetrell (Daption capense). Detta är en skiftande grupp med olika biotopval och utseende men är morfologiskt sammankopplade då de har liknande skallform där de långa rörformiga näsöppningarna är distinkta.
- Egentliga petreller omfattar ett 40-tal arter i släktet Pterodroma och har traditionellt även inkluderat de två arterna i släktet Bulweria. Arterna varierar från små till medelstora (26–46 cm), de har långa vingar och korta nedåtkrökta näbbar. Släktet Pterodroma är numera uppdelat i fyra undersläkten,[6] och vissa arter har placerats i andra släkten (se nedan).
- Valfåglarna är en grupp som består av de egentliga valfåglarna inom släktet valfåglar (Pachyptila) tillsammans med den närbesläktade blåpetrell (Halobaena caerulea). De är alla små liror som mäter mellan 25 och 30 cm. De har gråblå och vit fjäderdräkt och alla återfinns i Antarktiska oceanen.
- Egentliga liror är en grupp som alla är anpassade för att dyka efter föda istället för att födosöka på havsytan. En art har dokumenterats dyka till ett djup av 70 meter. Gruppen är också känd för sina långa trans-ekvatoriella förflyttningar som flera av dessa arter genomför varje vår och höst. De egentliga lirorna omfattar traditionellt släktena Puffinus, Procellaria och  Calonectris. Dessa tre släkten är tillsammans kända som egentliga liror men arterna inom släktet Procellaria bär trivialnamnet petreller.

### Nyare rön om arternas släktskap inom familjen
Den mer traditionella taxonomin över familjen, speciellt uppdelningen i fyra grupper, har ifrågasatts i ett antal sentida undersökningar. En studie utförd 1998 av Gary Nunn och Scott Stanley visade att de stora petrellerna är en egen grupp inom familjen, och så även de egentliga petrellerna i släktet Pterodroma. Däremot kategoriseras inte längre de två petrellerna i släktet Bulweria som nära besläktade med de egentliga petrellerna, utan placeras istället närmare släktet Procellaria. Arterna inom släktet Pseudobulweria och även kerguelenpetrell har skilts ut ur släktet Pterodroma, där Pseudobulweria är fylogenetiskt närmare släktet Puffinus än Pterodroma, och kerguelenpetrell möjligen är närmare besläktade med egentliga liror eller gruppen med fulmaruspetrellerna.
Studier har också visat att lirorna i Puffinus inte heller är varandras närmaste släktingar, där de mindre arterna står närmare Calonectris-lirorna. De större har därför urskilts i ett eget släkte, Ardenna. Denna uppdelning i två klader tros ha uppstått ganska snart efter att släktet Puffinus skildes ut från de andra grupperna inom familjen, med puffinuskladens ursprung i norra Atlanten och Ardenna-kladen med sitt ursprung på det södra halvklotet.
Prum (2015) visade även att dykpetrellerna, tidigare behandlade som utgörande den egna familjen Peleconoididae, är en del av familjen. Många av de arter som genom åren visat sig vara svårast att taxonomiskt placera är också arter som sällan är observerade och som det därmed finns mycket lite forskning kring. Några av dem som exempelvis fijipetrell (Pseudobulweria macgillivrayi) har endast observerats vid ett tiotal tillfällen sedan de först beskrevs och andra arters häckningsplatser är okända, vilket gäller för exempelvis melanesisk lira (Puffinus heinrothi).
Dessa sentida nya rön (Prum (2015), Austin (1996), Bretagnolle et al. (1998), Nunn & Stanley (1998) och Brooke (2004)) om släktskapen inom familjen ger i kombination med Welch (2014) och Gangloff et al. (2012) nedanstående indelning av släktena, fortfarande i fyra grupper men med annorlunda sammansättning. Antalet av nu levande arter följer IOC 2024.
Fulmaruspetreller – basal grupp i familjen
- Pagodroma – ispetrell
- Thalassoica – antarktispetrell
- Daption – brokpetrell
- Macronectes – 2 arter jättestormfåglar
- Fulmarus – 2 arter stormfåglar

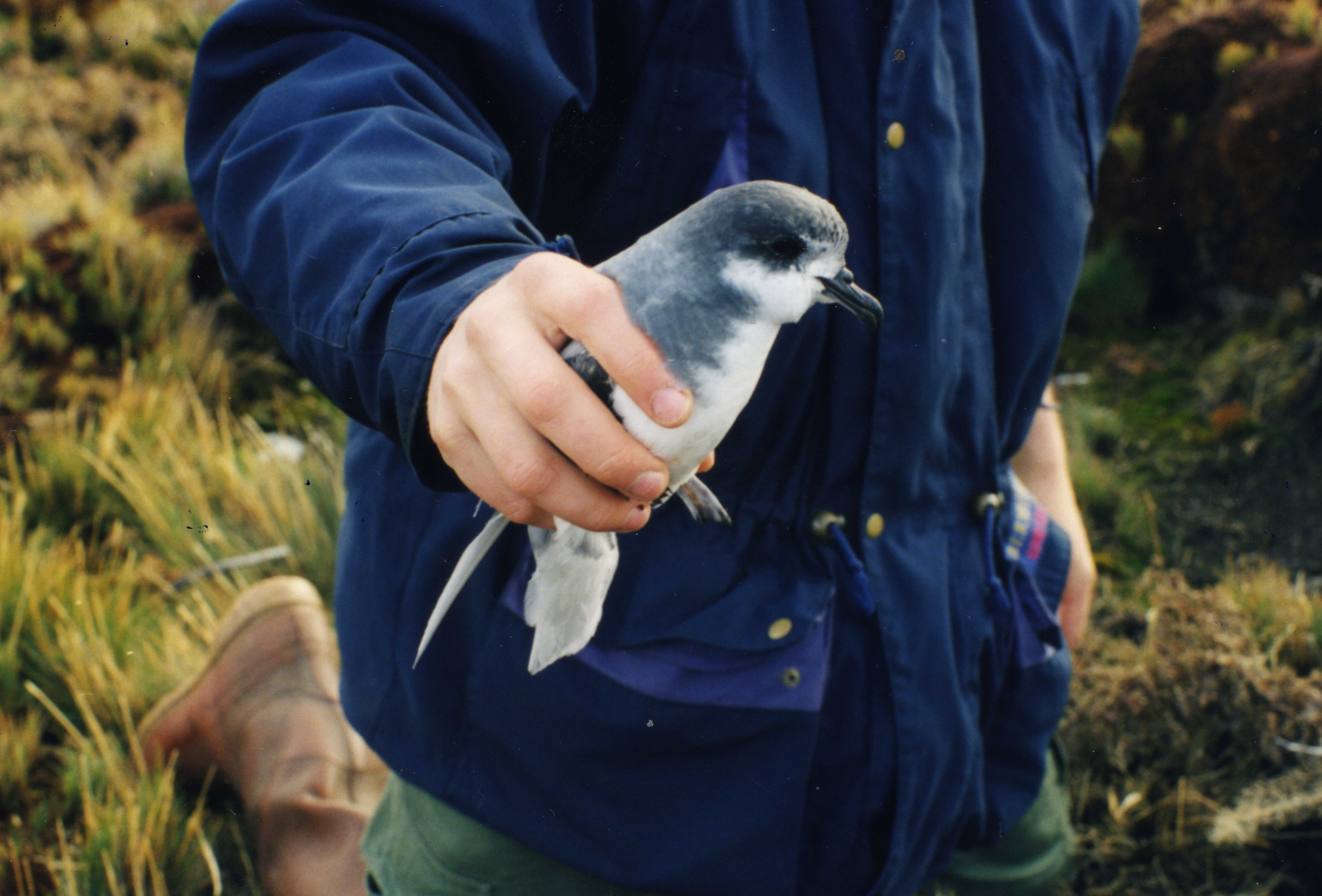
Blåpetrell (Halobaena caerulea) tillhör gruppen valfåglar.

Dykpetreller och valfåglar – systergrupp till Pterodroma-petrellerna
- Aphrodroma – kerguelenpetrell, osäkert placerad här
- Pelecanoides – 4 arter dykpetreller
- Halobaena – blåpetrell
- Pachyptila – 7 arter valfåglar

Egentliga petreller
- Pterodroma – 36 petreller

Egentliga liror
- Procellaria – 5 arter petreller
- Pseudobulweria – 4 arter petreller
- Bulweria – 2 arter petreller
- Ardenna – 7 arter liror
- Calonectris – 4 arter liror
- Puffinus – 21 arter liror

### Morfologi och flykt

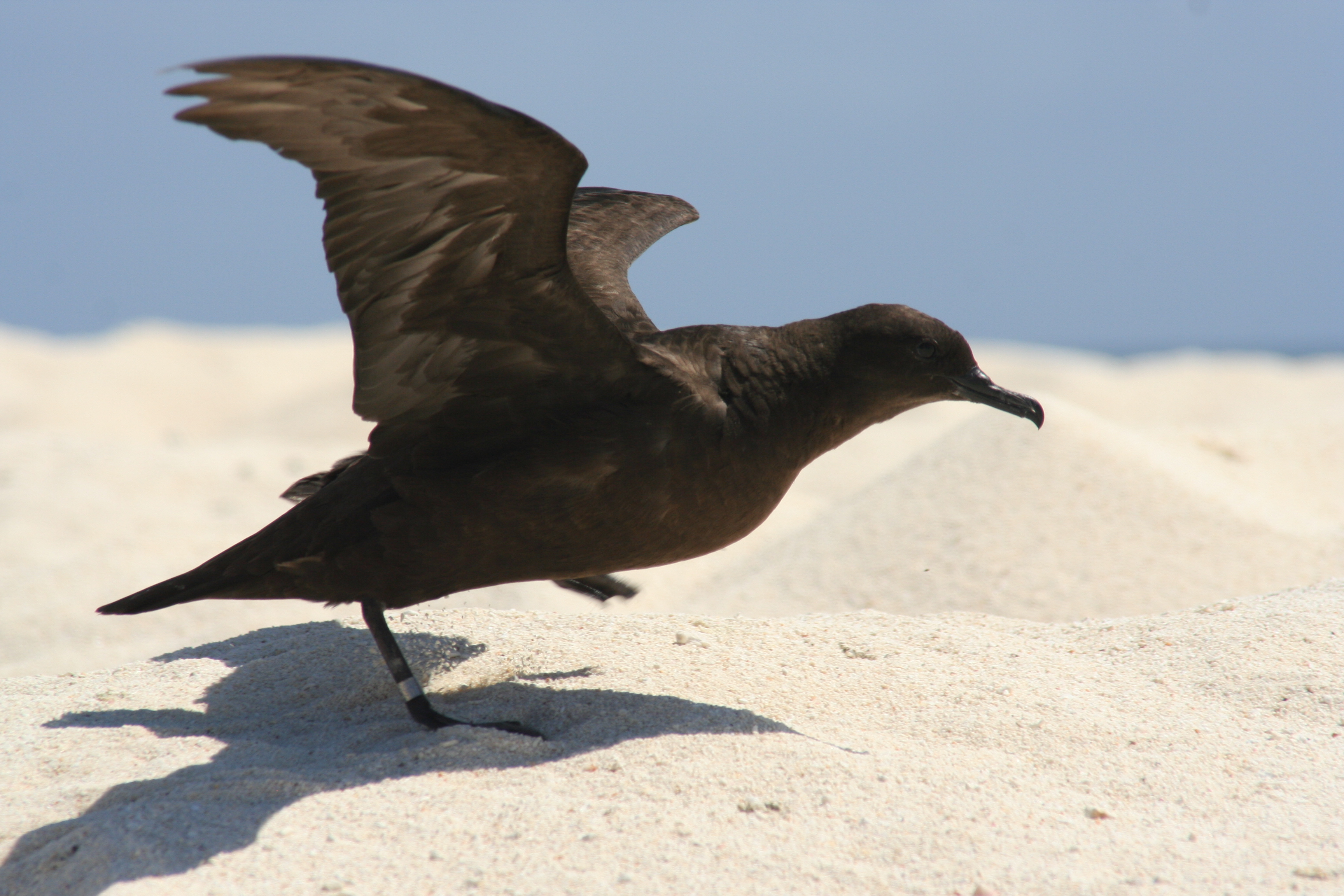
Eftersom flera av arterna har en hög vingbelastning krävs hög vinghastighet för att fågeln ska hålla sig i luften. Detta innebär att flera arter, exempelvis denna brunlira (Puffinus nativitatis), vid lite vind måste springa mot vinden för ökad vindhastigheten för att kunna lyfta.

Arterna inom familjen är små till medelstora havsfåglar. De två största, jättestormfåglarna, är nästan lika stora som albatrosser; de minsta, som valfåglarna och några av de egentliga lirorna, är något större än stormsvalorna. Könen är lika men honorna tenderar att vara mer spensligt byggda. Precis som alla arter inom ordningen stormfåglar har arterna inom familjen karakteristiska rörformiga näsöppningar på ovansidan av näbben. Bakom pannan sitter en körtel som koncentrerar saltet ur det havsvatten som fågeln dricker och detta saltkoncentrat rinner ut ur de rörformiga näsöppningarna som en tår från näbben. Men dessa rörformiga näsborrar är också en viktig anatomisk del för arternas luktsinne. Deras luktsinne gör att de kan lokalisera föda till havs men kanske även sina häckningskolonier. Deras fjäderdräkt är oftast dovt färgad, där grått, blått, svart och brunt är de vanligaste färgerna medan vissa arter har slående tecknad fjäderdräkt, som exempelvis brokpetrell.
Det förekommer olika flygteknik inom familjen beroende på hur arten födosöker. I förhållande till den genomsnittliga fågeln har dessa arter mycket smala och långa vingar med en hög vingbelastning. Därför måste de upprätthålla en hög hastighet för att hålla sig i luften. Merparten av arterna har två tekniker för att åstadkomma detta, nämligen dynamisk glidflykt och glidflykt på uppåtvindar  som bildas på vågornas lovartsidor. Ju mer det blåser, desto kraftigare uppåtvindar vilket gör att fågeln kan glidflyga på läsidan av vågen.  Merparten av arterna ses också flaxa kraftigt under en kort stund för att sedan glidflyg. Vingslagsfrekvensen står då i relation till vindhastighet och våghöjd. Liror och större petreller som har vingar där kvoten mellan längd och bredd är lägre flaxar mer än arter som har en hög kvot vad gäller detta vingförhållande. På grund av behovet av hög vinghastighet för att flyga måste familjens arter lyfta mot vinden eller i lugnare väder springa för att lyfta.

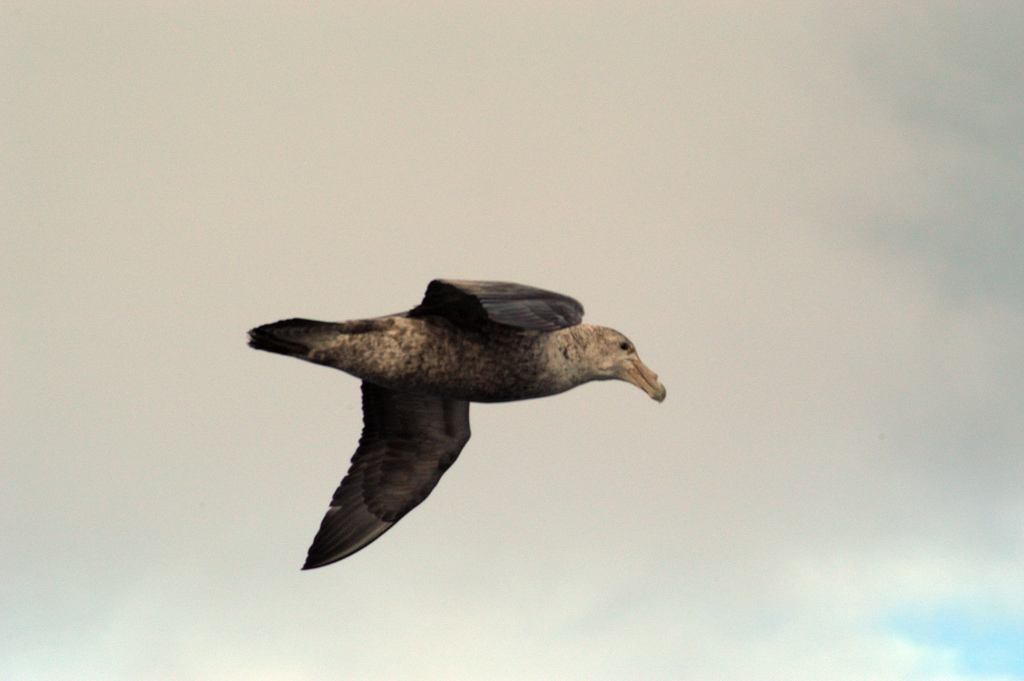
Sydlig jättestormfågel (Macronectes giganteus) är behjälpt i flykten av att skuldrorna låser sig vilket gör att vingarna hålls ut från kroppen utan att det behövs någon muskelansträngning.

Jättestormfåglarna delar med albatrosser en anpassning där en sena låser skuldrorna när vingen är fullt utfälld vilket innebär att vingen kan hållas ut från kroppen utan någon muskelansträngning. De egentliga petrellerna äter ofta flygande genom att snappa bytet ur vattnet utan att landa. Valfåglarnas flykt påminner mer om stormsvalornas oregelbundna och flaxiga stil. De allra flesta arterna har långa och stela vingar och vissa arter använder även sina vingar för att ge dem kraft att simma under vatten när de dyker efter föda. Vissa arter kan dyka mycket djupt, som exempelvis kortstjärtad lira (Puffinus tenuirostris) som dokumenterats dyka ned till 70 meters djup.
Dykpetrellerna (Pelecanoides) skiljer sig ganska markant från de andra genom att istället vara anpassade till att simma på havet. Med sina små kroppar, korta vingar, korta halsar, trubbiga näbbar och svartvita teckning påminner de om alkor. Till skillnad från de andra ordningen ruggar dykpetrellerna alla sina vingpennor efter häckning och är därför oförmögna att flyga tills det växt ut nya.
Flera arter i familjen har svaga ben och många av dem rör sig på land genom att vila på buken och putta sig fram, ibland med vingarna som hjälp. Ett av undantagen är jättestormfåglarna som, likt albatrosserna, har starka ben och födosöker på land (se nedan). Lirornas ben sitter långt bak på kroppen och är främst anpassade för att användas när fågeln dyker.

## Utbredning och förekomst till havs
Familjen finns representerad i alla världshaven och förutom i Bengaliska viken och Hudson Bay återfinns familjen i alla hav året runt eller under vissa säsonger. Haven norr om Nya Zeeland är centrum för familjens biologiska mångfald, med flest olika arter. Bland de fyra grupperna är det gruppen med de största petrellerna som har den mest utpräglade polarutbredningen, där merparten av arterna lever runt Antarktis och en, stormfågeln (Fulmarus glacialis), med sin förekomst i norra Atlanten och Stilla havet. Valfåglarna förekommer endast i Antarktiska oceanen, och de egentliga petrellerna återfinns mest i tropikerna men även med ett antal arter i tempererade områden. Lirorna är den mest spridda gruppen och häckar i de flesta tempererade och tropiska hav, men saknas som häckfågel i norra Stilla havet.
Flera av familjens arter genomför långa årliga förflyttningar under perioden då de inte häckar. Miljontals egentliga liror av sydliga arter, som exempelvis grålira och kortstjärtad lira, vilka häckar på öar utanför Australien, Nya Zeeland och Chile, genomför transekvatoriella förflyttningar till havet utanför Alaska och tillbaka, varje år under den australiska vintern. Den nordatlantiska mindre liran genomför också transekvatoriella förflyttningar från Västeuropa och Nordamerika till havet utanför Brasilien i södra Atlanten. Kunskaperna om mekanismerna bakom arternas förmåga att navigera är dåliga. Experiment där man har förflyttat individer mycket långt ifrån häckningskolonin har dock visat på att de har en fantastisk förmåga att mycket precist finna sin väg tillbaka till kolonin. En mindre lira som släpptes i Boston återvände till sin koloni i Skomer i Wales på bara 13 dagar och tillryggalade 5 150 kilometer.

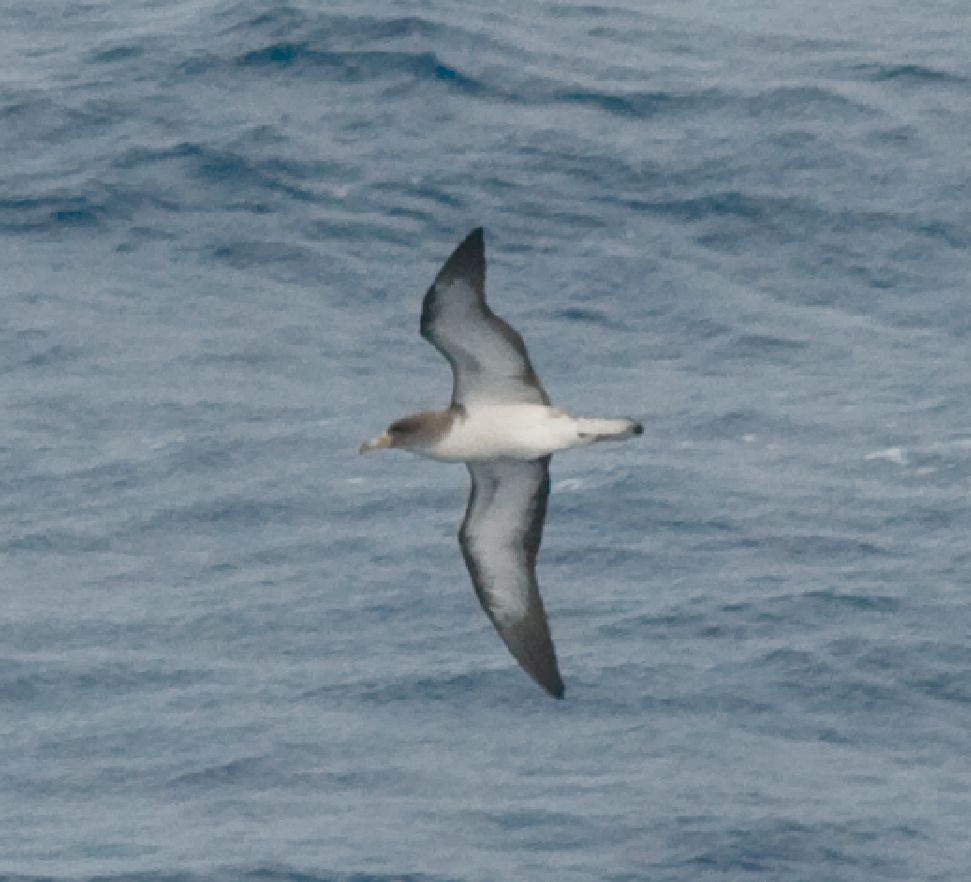
Obestämd gulnäbbad lira/diomedeslira (Calonectris borealis/diomedea). Fram till och med 2019 hade över 100 observationer av detta artkomplex förekommit i Sverige, men de går inte att artbestämma varför de kategoriseras som obestämd gulnäbbad.

### Förekomst utmed Sveriges kuster
Följande arter inom familjen har observerats utmed Sveriges kuster.
- Stormfågel (Fulmarus glacialis)
- Obestämd madeirapetrell/atlantpetrell (Pterodroma madeira/feae) – se kommentar nedan
- Gulnäbbad lira (Calonectris borealis)
- Diomedeslira (Calonectris diomedea)
- Större lira (Puffinus gravis)
- Grålira (Puffinus griseus)
- Mindre lira (Puffinus puffinus)
- Medelhavslira (Puffinus yelkouan)

Fram tills nyligen behandlades gulnäbbad lira och diomedeslira som underarter till en och samma art, gulnäbbad lira (Calonectris diomedea). Studier har dock visat att de är reproduktivt isolerade varför de delats upp i två arter. Inga av de över 100 svenska fynden av fåglar av dessa två taxon har kunnat bestämmas till art, varför alla observerade fåglar i Sverige kategoriseras som obestämd gulnäbbad.
Utöver dessa arter har Pterodroma-petreller setts vid tre tillfällen utmed svenska västkusten. Dock har man ej kunnat fastställa om det rörde sig om atlant- (Pterodroma feae) eller madeirapetrell (Pterodroma madeira). Med största sannolikhet rörde det sig om atlantpetrell eftersom madeirapetrellen är mycket mer sällsynt.
Ingen art inom familjen häckar i Sverige och de observeras nästan enbart utmed Sveriges västra kust, speciellt vid västliga stormar, på hösten eller våren, när arterna flyttar till och från sina häckningsplatser. Stormfågeln häckar dock i närheten av Sverige med kolonier på Shetlandsöarna och utmed Norges kust. Den ses relativt regelbundet. Ovanligare är grålira och mindre lira, där den senare förutom att häcka på Shetlandsöarna även häckar utefter Storbritanniens kust. De övriga är sällsynta gäster.

## Föda
Familjens födoval är det mest mångsidiga inom ordningen stormfåglar, vilket också gäller sätten som de födosöker på. Förutom jättestormfåglarna är alla arter inom familjen marina och deras diet består huvudsakligen av antingen fisk, bläckfisk, kräftdjur eller as, eller någon form av kombination av dessa.
Majoriteten av arterna födosöker på havsytan. Bland dessa arter finns de, i princip de egentliga petrellerna, som snappar åt sig föda då de flyger, medan merparten födosöker liggande på havet. De arter som födosöker på havsytan är beroende av att födan på ett eller annat sätt befinner sig nära ytan och på grund av detta finner man dem ofta i områden där det finns havslevande rovdjur eller undervattenströmmar som för upp föda mot havsytan. Även as utgör deras föda då detta flyter upp till ytan. Studier har visat på samband mellan förekomsten av havsfågel, som exempelvis kortstjärtad lira, och delfiner och tonfisk vilka tvingar upp stim med fisk till ytan.
Fåglarna inom gruppen med de största arterna lever av en mycket varierande föda vilket för det mesta omfattar en mängd olika fisk- och kräftdjursarter. Jättestormfåglarna är unika inom sin ordning då de födosöker på land där de äter as från andra fåglar och av säl och attackerar andra arters fågelungar. Jättestormfåglarnas diet varierar beroende på kön, då honorna äter mer krill och hanarna mer as. Alla inom gruppen med de största arterna har för vana att ta fiskavfall från fiskebåtar, en vana som inverkat på stormfågelns utbredningsexpansion i Atlanten. Det är dock inte bevisat att detta är själva orsaken till expansionen.
Tre av de sex arterna valfåglar har näbbar med lameller på insidan som fungerar som filter för att filtrera ut zooplankton ur havsvattnet. Vattnet pressas genom lamellerna där små byten fastnar. Denna teknik används ofta parallellt med en metod där fågeln sticker ned näbben under ytan samtidigt som den med vingar och fötter förflyttar sig framåt.
Många av lirorna i släktet Puffinus är skickliga dykare. Man har länge känt till att de använder både vingar och fötter när de dyker efter föda. Studier har visat att ett maximalt dyk för en långdistansflyttande fågel som grålira är 67 meter och för californialira (Puffinus opisthomelas), som befinner sig i ungefär samma områden året runt, 52 meter.  Liror som lever i tropikerna som kilstjärtslira (Puffinus pacificus) och kariblira (Puffinus lherminieri) dyker också efter föda. Detta gör dem till de enda fåglarna i tropikerna som utnyttjar denna ekologiska nisch då alla andra havsfåglar födosöker nära vattenytan. Många av de andra arterna inom familjen, från vithakad petrell (Procellaria aequinoctialis) till smalnäbbad valfågel (Pachyptila belcheri), dyker också efter föda men endast några få meter och inte lika ofta eller lika skickligt som de egentliga lirorna.

## Häckning

### Häckningskolonierna

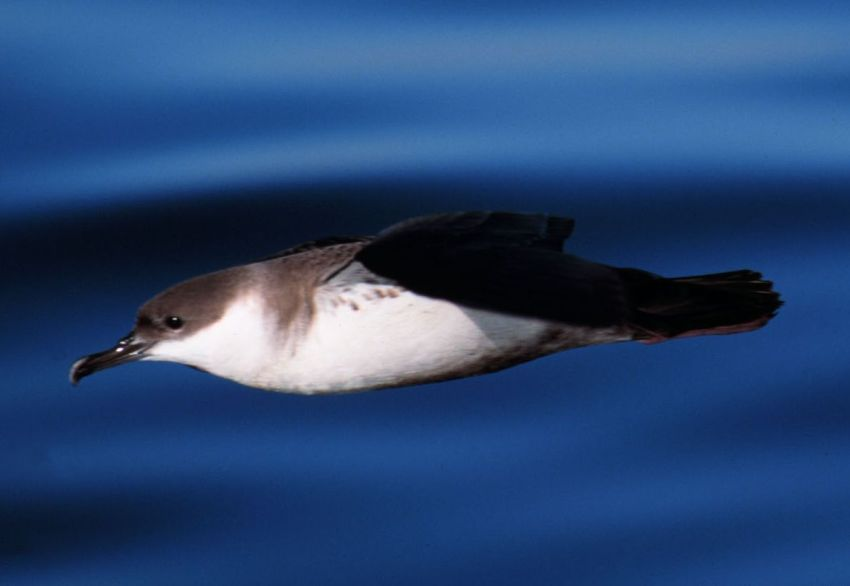
Större lira (Puffinus gravis) har bland de partätaste häckningskolonierna hos lirorna med en täthet på 1 par per m².

Lirorna häckar i kolonier och de flesta av dessa finns på olika öar. Kolonierna varierar i individstorlek från över en miljon par till bara några enstaka par, och kan ha mycket hög partäthet eller vara mycket glesa. En extrem är större lira som har en parkoncentration på 1 par per kvadratmeter i tre kolonier med över en miljon par, medan jättestormfåglarna häckar spritt på ett stort område som knappt kan kallas kolonier. Det är vanligast att kolonierna finns i kustnära områden, men några arter häckar långt från havet i inlandet och även på hög höjd, som exempelvis réunionpetrell (Pterodroma baraui).
Orsakerna till kolonihäckning är inte helt vetenskapligt belagda men man tror att en av de främsta fördelarna är skydd mot rovdjur. Merparten av lirorna har veka ben och kan inte lätt ta till vingarna vilket gör att de är lätta byten för rovdäggdjur. Många av arterna häckar på öar som historiskt sett inte haft några däggdjur och eftersom dessa öar alltid varit sällsynta har de kanske blivit tvingade att klumpa ihop sig i kolonier. Till och med arter som häckar på kontinentala Antarktis, som exempelvis antarktispetrell (Thalassoica antarctica), är tvingade att häcka på några få lokaler på grund av dess specifika habitatpreferenser vilka är snöfria klipphällar som vetter åt norr.
Merparten av arterna placerar sina bon i hålor i marken eller direkt på marken i öppen terräng, och bara ett fåtal häckar i skyddande vegetation som exempelvis i en skog. Alla arterna inom gruppen med de största lirorna placerar sitt bo direkt på marken, förutom den minsta arten i denna grupp, ispetrellen (Pagodroma nivea), som har sina bon i naturligt förekommande sprickor och skrevor. Majoriteten av de resterande arterna inom familjen häckar i hålor eller sprickor och endast ett fåtal tropiska arter häckar direkt på marken.
De mindre arterna är, på grund av sin storlek och på grund av att de rör sig klumpigt på land även på öar som saknar prederande däggdjur, utsatta för hot från flygande predatorer som exempelvis labbar och trutar. Dock har vissa arter ett skydd mot dessa genom att de kan spy upp en mycket illaluktande olja från magen och spotta på den attackerande fågeln. Innehållet i denna magolja varierar från art till art, och även mellan individer, men innehåller nästan alltid vaxestrar och triglycerider. Denna olja hårdnar till vax när den kallnar och om en attackerande fågel får detta på sina fjädrar kan det innebära döden då fjäderdräktens vattenavstötande förmåga förstörs.
Långt norrut finns det värmefördelar med att häcka i jordhålor då temperaturen där är jämnare än på marken och i skrevor och hålor har man också lä från den nedkylande vinden. På vissa tropiska öar gör frånvaron av labbar, trutar och andra prederande fåglar att vissa egentliga liror, och två petreller, kan häcka oskyddat direkt på marken. Dessa arter har fördelen att inte behöva konkurrera med jordhålshäckande arter om häckningsplatser utan kan istället häcka på korallöar som saknar jordmån att gräva hålor i.
Nästan alla arterna som häckar i jordhålor besöker endast sina kolonier om natten för att minimera risken att locka till sig predatorer. Majoriteten av de markhäckande arterna besöker sina kolonier om dagen med undantag av heraldpetrell (Pterodroma heraldica) som man tror är sårbar för predation från den dagaktiva vitbukig fiskörn (Haliaeetus leucogaster).

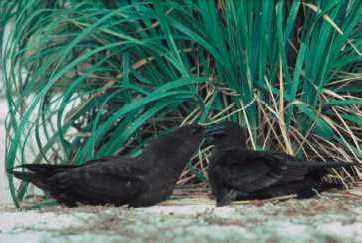
Brunlira (Puffinus nativitatis) är en art som häckar på marken.

 Familjen påvisar en hög grad av filopatri, vilket är en tendens hos fåglar att häcka i närheten av den plats där den själv kläcktes. Bevisen för detta är många, inte minst då flera arter är endemiska för en enstaka ö. Studier på mitokondriellt DNA visar också på att genflödet mellan olika kolonier är begränsat. Ringmärkning har också gett bevis för filopatri. En ringmärkningsstudie av diomedeslira (Calonectris diomedea) som häckade i närheten av Korsika visade att nio av 61 hanar som återvände för att häcka i kolonin där de själva kläcks kom att häcka i exakt samma jordhåla som de själva växte upp i. Denna filopatriska tendens är starkare hos vissa arter än andra och vissa arter söker sig regelbundet till nya platser som de kan kolonisera. Man har också påvisat att det finns en starkare tendens till filopatri bland hanar än bland honor.
Arterna inom familjen är inte bara filopatriska utan de återvänder även till samma plats, bohåla och territorium för att häcka, häckning efter häckning. Statistiken varierar för olika arter men är hög för de flesta och man uppskattar exempelvis att den spetsstjärtade petrellen återvänder till samma häckningplats vid 91% av fallen. Tendensen att återvända till samma häckningsplats varierar mellan könen, precis som med filopatrin, och hanar har en starkare tendens än honorna. Nästan 85% av hanarna av gulnäbbad lira återvänder till samma bohåla för att häcka efter en föregående lyckad häckning, medan detta bara gäller cirka 76% av honorna. Detta korrelerar med att arterna inom familjen också har en stark tendens till monogami. De finns exempelvis observationer av ett stormfågelpar som häckat tillsammans på samma plats i 25 år.
Precis som hos albatrosser tar det åtskilliga år för dessa arter innan de är sexuellt mogna att häcka. Men på grund av stora variationer inom familjen vad gäller storlek och levnadsförhållanden skiljer det många år mellan de minsta arterna, som häckar första gången vid tre års ålder och de största, som häckar första gången vid 12 års ålder.

### Läten och uppvaktningsbeteenden

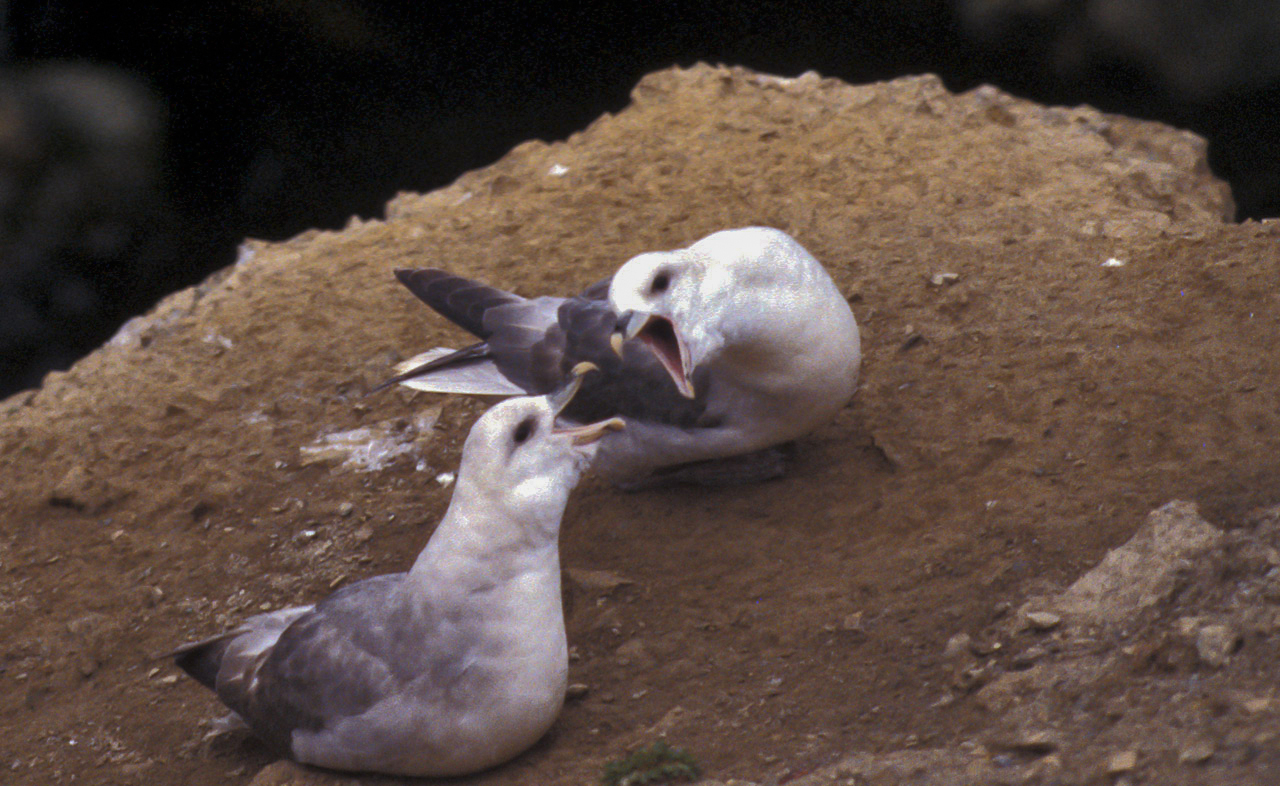
Ett stormfågelpar (Fulmarus glacialis) som ägnar sig åt uppvaktningsbeteenden.

Familjens arter har ingen spektakulär parningsdans likt albatrosserna, inte minst på grund av att merparten bara besöker sina kolonier på nätterna och att många av dem häckar i bohålor vilket begränsar alla former av visuell kommunikation. De petreller som lägger sina bon på marken och som besöker sina kolonier under dagtid genomför repertoarer av stereotypa beteenden som att utstöta läten, putsa sig själva och varandra, svaja med huvudet och nafsa efter varandra, men merparten av arterna är begränsade till enbart läten och att gnida näbbarna emot varandra. Deras läten har ett flertal funktioner. De används för att hävda revir och för att kalla på en partner. Lätena är unika för de olika arterna men skiljer sig även åt mellan könen. Lätet kan även användas som en indikation på en potentiell partners kvalitet. I en studie av blåpetrell fann man ett samband mellan lätets rytm och individens uthållighet när den framförde lätet i förhållande till fågelns kroppsmassa. Förmågan att urskilja sin partner på lätet har också påvisats hos många arter.

### Häckningssäsong
Precis som merparten av världens havsfåglar häckar även majoriteten av arterna inom familjen Procellariidae en gång om året. Många individer bland de större arterna, som exempelvis vithuvad petrell (Pterodroma lessonii), hoppar dock över en nästföljande häckningssäsong om de lyckas med att föda upp en unge tills den är flygfärdig. Några av de mindre arterna, som exempelvis brunlira, har istället en häckningscykel på bara nio månader. Bland de arter som häckar varje år så förekommer det en stor variation vad gäller tidpunkt för häckningssäsongen. Vissa häckar under en specifik tidsram medan andra häckar året runt. Klimat och tillgång till föda är viktiga faktorer för när häckningen genomförs. Arter som har sina kolonier långt norrut häckar alltid på sommaren eftersom klimatet inte tillåter häckningar vintertid. Längre söderut finns det många arter som häckar året runt. Vissa arter häckar under specifika årstider för att undvika konkurrensen om bohålor med andra arter, undvika predatorer eller dra fördel av en årstidsbunden föda. Bland arter som uppvisar årstidsbunden häckning kan det förekomma en mycket hög grad av synkronisering både vad gäller tidpunkt för när paren anländer till häckningskolonierna och när äggläggningen inträffar.
Generellt anländer arterna inom familjen till sina häckningslokaler ungefär en månad före äggläggning. Hanarna anländer först och besöker kolonin oftare än honorna, främst för att försvara platsen som valts ut för bobygget från andra artfränder. Äggläggningen föregås av en period då både hanen och honan inte befinner sig vid kolonin utan är iväg på ett födosök för att lägga upp en energireserv inför äggläggning och ruvning. Denna frånvaro från kolonin varierar mellan 9 dagar, som hos brokpetrellen (Daption capense), och 50 dagar för vitbukig petrell (Pterodroma incerta). Arterna lägger ett ägg per par och häckningssäsong. Ägget är stort i jämförelse med genomsnittet för andra arters ägg, och väger 6–24% av honans vikt. Direkt efter att honan lagt ägget lämnar hon kolonin för att födosöka och överlåter ruvning på hanen. Ruvningen delas upp mellan könen i skift som varierar i längd beroende på art, individ och även beroende på ruvningsstadium. Det längsta skiftet som observerats var 29 dagar av en pitcairnpetrell (Pterodroma ultima) på Henderson Island; medellängden för petrellsläktet Pterodroma varierar annars mellan 13 och 19 dagar. Fulmaruspetreller, egentliga liror och valfåglar brukar ha kortare skift som varierar mellan 3 och 13 dagar. Ruvningen pågår under en lång tid, från 40 dagar för de minsta arterna till omkring 55 dagar för de största arterna. Ruvningen tar än längre tid ifall ägget under en period har blivit övergivet. Dessa arters ägg står emot nedkylning väl och kan kläckas även om de har övergivits under ett antal dagar.

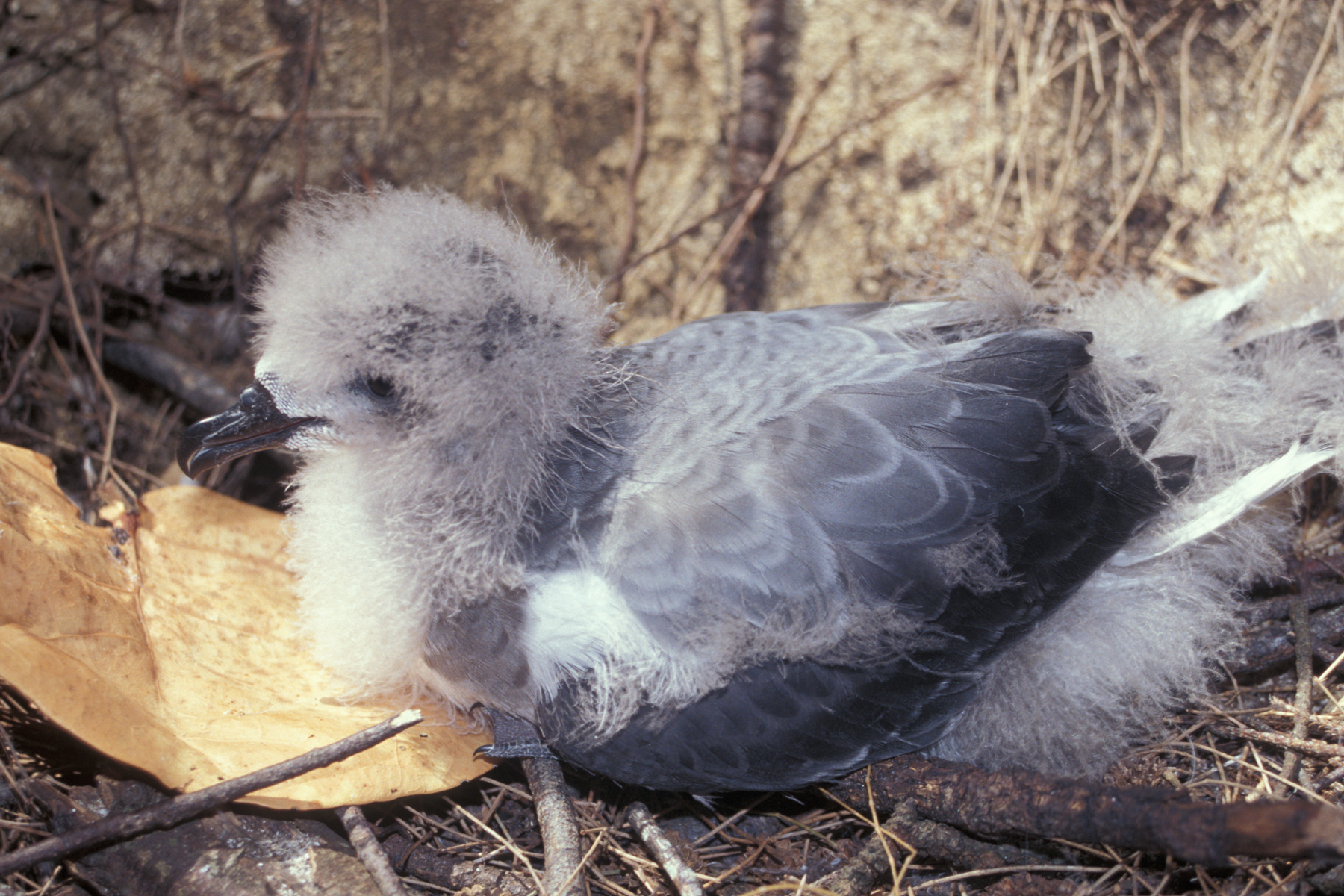
Det tar nästan tre månader för en dununge av boninpetrell (Pterodroma hypoleuca) att bli flygduglig. Denna unge har utvecklat merparten av sin adulta fjäderdräkt men har fortfarande kvar mycket dun.

Även efter att ungen är kläckt värms den av den ena föräldern genom ruvning tills det att den är stor nog att själv värmereglera effektivt. Detta är även i vissa fall ett skydd mot predation. Denna skyddsperiod är kortare för arter som häckar i jordhålor (2–3 dagar) och längre för arter som häckar direkt på marken, exempelvis omkring 16–20 dagar för egentliga liror och 20-30 dagar för jättestormfåglarna. Efter skyddsperioden matar båda föräldrar ungen. Hos många arter alternerar föräldrarna mellan korta födosök på 1–3 dagar och längre födosök på 5 dagar. De kortare födosöken sker över kontinentalsockeln och gagnar tillväxten hos ungen, medan de längre födosöken, som sker i pelagiska områden där det finns mer föda, behövs för att föräldrarna ska upprätthålla sin kroppskondition. Ungens föda utgörs både av fisk och annat rov men även av magolja, vilket är en energirik föda som är lättare att bära än osmält föda som fisk. Denna olja produceras av smält föda i ett specifikt organ i magen känt som körtelmagen, vilket också ger dessa arter en distinkt mustig lukt. Ungens utveckling är ganska långsam i jämförelse med andra fåglar, och de blir flygdugliga först efter ungefär två månader för de mindre arterna och fyra månader för de största. Vissa arter överger sina ungar under denna period medan andra fortsätter att föda dem tills de är flygdugliga. Ingen av arterna tar hand om sina ungar efter att de blivit flygdugliga.

## Liror och människan

### Exploatering

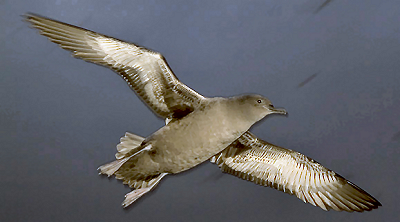
Gråliror (Puffinus griseus) jagas fortfarande på Nya Zeeland med traditionella metoder.

Arterna inom familjen liror har utgjort en rik årstidsbunden födotillgång för människan varhelst häckningskolonier har varit tillgängliga. Tidiga bevis för mänsklig exploatering av egentliga liror (tillsammans med albatrosser och skarvar) finns i kökkenmöddingar från jägare-samlare som levde i södra Chile, där man funnit lämningar av grålira som fångades för 5000 år sedan. Senare har liror jagats som föda av européer, speciellt stormfågel (Fulmarus glacialis) i Europa och en mängd andra arter som jagades av sjömän runt om i världen. Jakttrycket på bermudapetrell (Pterodroma cahow) var så intensiv att arten nästan utrotades och inte en enda individ observerades på över 300 år. Det engelska namnet för  lordhowepetrell (Pterodroma solandri) är Providence Petrel där Providence kan översättas till Guds försyn. Den ska ha fått detta namn på grund av att arten närmast mirakulöst dök upp på Norfolkön som en skänk från ovan och blev till mat åt de svältande europeiska nybyggarna som på bara tio år lyckades utrota arten på ön. Flera arter av liror har försvunnit i Stillahavsregionen sedan människan anlände, och lämningar från dessa fåglar har återfunnits i kökkenmöddingar som daterats till den perioden. Något av en industri utvecklades på Tasmanien och Nya Zeeland, där man plockar stormfågelkycklingar ur kolonierna, främst för att utvinna fjädrar och olja ur dem, men även som föda. Denna jaktform kallas muttonbirding och pågår än idag.

### Hot, status och skydd
Medan vissa arter inom familjen har populationer som består av miljontals individer består andra av betydligt färre och många arter hotas av utrotning. Mänsklig aktivitet har orsakat dramatiska populationsminskningar hos vissa arter, och då speciellt bland de arter som ursprungligen bara häckade på en enda ö. Enligt IUCN var 35 arter inom familjen, år 2007, kategoriserade som sårbara (VU) eller värre och av dessa var nio akut hotade (CR) och två arter kategoriseras som nyligen utrotade. Lirornas främsta hot utgörs av arter som introducerats till kolonierna, det industriella havsfisket, miljöförstöring, exploatering och möjligen även av klimatförändringen.
Det största hotet för många arter, speciellt för de till storleken mindre arterna, är arter som introducerats till häckningskolonierna. Lirornas kolonier befinner sig för det mesta på öar långt ifrån fastlandet och dess däggdjur och har ofta inte något annat försvar mot rovdjur förutom möjligheten att spotta sin illaluktande och ibland lätt frätande magolja. Därför kan introducerade arter som katt, råtta, mård och till och med möss utgöra ett stort hot gentemot dessa havsfåglar. Dessa predatorer attackerar de vuxna fåglarna men ännu vanligare utgör de ett hot mot ägg och kycklingar. Arter som häckar i jordhålor och som lämnar sina ungar på ett tidigt stadium är extra sårbara. Studier av långvingad petrell (Pterodroma macroptera) som häckar på den nyzeeländska ön Whale Island (Moutohora) har visat att populationen som utsätts för okontrollerat jakttryck från brunråtta (Rattus norvegicus) producerar i stort sett ingen avkomma över huvud taget, medan om brunråttan hålls i schack genom råttgift så ökar häckningsframgångarna avsevärt. Samma studie påvisade även vilken negativ effekt introducerade ickerovdjur kan ha på havsfåglar. Introducerade kaniner, vars enda direkta hot utgjorde av att de till viss del förstörde deras jordhålor, fungerade som mat för råttorna under perioden då petrellerna inte häckade och på detta sätt ökade råttbeståndet. Men det finns än mer komplexa samband. Vitvingad petrell (Pterodroma leucoptera) häckar endast på två öar, Cabbage Tree Island och Boondelbah Island utanför New South Wales. Introducerade kaniner förstörde undervegetationen på Cabbage Tree Island vilket ökade petrellernas sårbarhet gentemot predatorer. Ett annat hot som uppkom när undervegetationen försvann var att de kladdiga frukterna ifrån Pisonia umbellifera nu föll ned direkt på marken, istället för att fastna i undervegetationen, och på marken kladdade fast i fjäderdräkten på petrellerna som därigenom blev oförmögna att flyga.

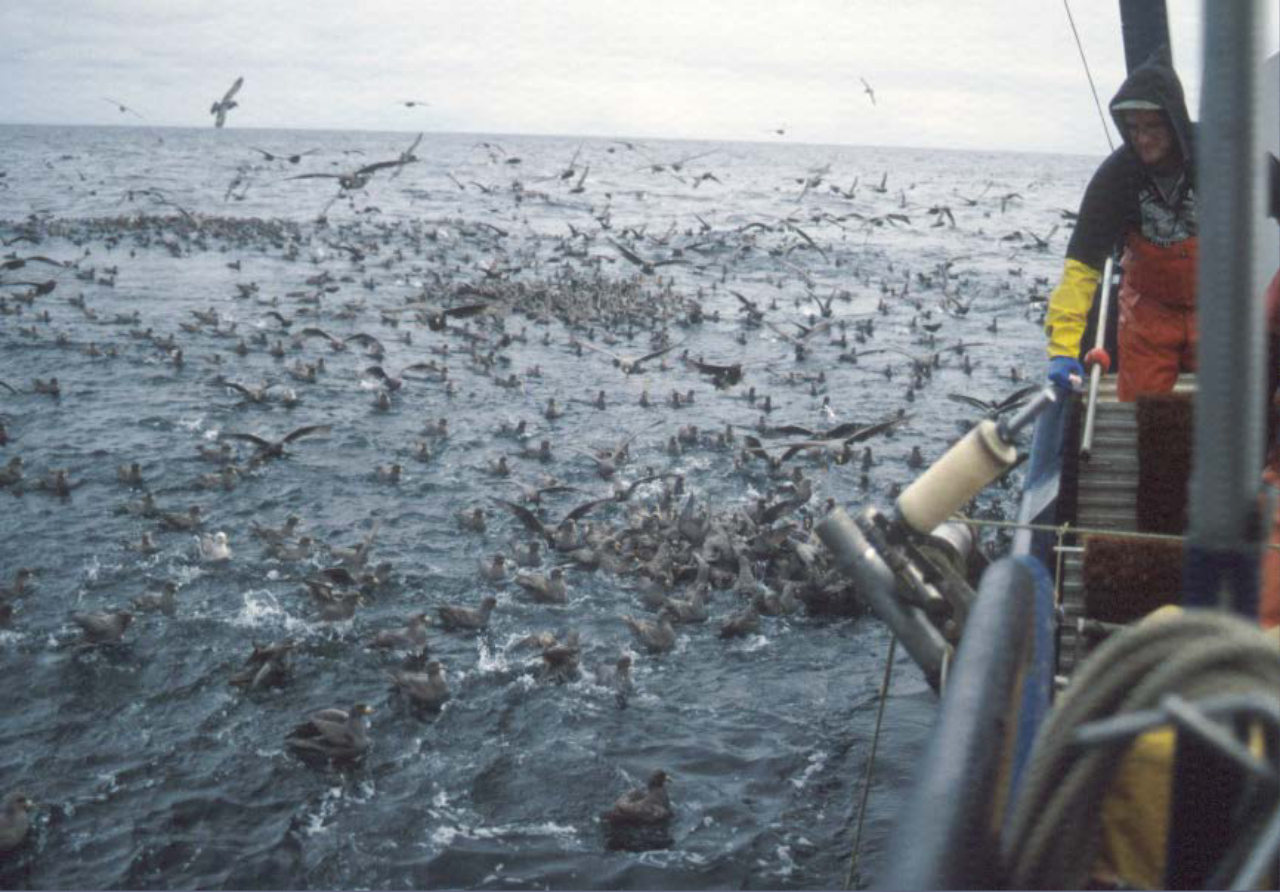
Stormfågel (Fulmarus glacialis) som flockas kring en fiskebåt som bedriver långrevsfiske i Stilla havet.

Större arter inom familjen liror möter samma problem som albatrosserna med långrevsfiske. Arterna tar ofta fiskavfall från fiskebåtar och stjäl också samtidigt bete från långrevarna, med följden att de riskerar att trassla in sig och drunkna. För glasögonpetrellen (Procellaria conspicillata) har detta inneburit ett allvarligt hot och populationen har på grund av detta minskat drastiskt och kategoriseras nu som akut hotad (CR) av IUCN.  För de dykande arterna, mer specifikt de egentliga lirorna, utgör även fiske med snörpvad ett hot. Studier har visat att grålira (Puffinus griseus) och kortstjärtad lira (Puffinus tenuirostris) utgör 60% av de havsfåglar som dödas vid snörpvadsfiske i japanska fiskevatten medan de utgör 40% i Monterey Bay i Kalifornien på 1980-talet, där totalantalet dödade liror i Japan, per år, uppgick till mellan 65 000 och 125 000 under studieperioden 1978–1981.
Familjen liror är även sårbara för andra hot. Precis som för många andra havsfåglar utgör flytande plastföremål, som fåglarna sväljer, ett dödligt hot. När fågeln har svalt ett sådant föremål fastnar det ofta i kroppen och förorsakar antingen en generell försämring av fågelns hälsa eller också fastnar föremålet så att fågeln svälter till döds. Familjen är också hotad av miljöförstöring, främst genom oljespill. För vissa arter som réunionpetrell (Pterodroma baraui) och hawaiilira (Puffinus newelli) som häckar uppe på öar som reser sig högt över havet, utgör artificiellt ljus ett problem, då ungfåglarna istället för att dras mot ljuset från havet dras mot land på grund av gatlampor och dylikt. Man uppskattar att 20–40% av flygga baraupetreller attraheras av gatlamporna från Réunion.
Det pågår ett aktivt arbete mellan miljöorganisationer, regeringar och fiskeindustrin för att förhindra ytterligare populationsminskningar av redan hotade arter inom familjen. Det har gjorts framsteg på flera håll i arbetet med att skydda häckningskolonier där man återställt den ursprungliga floran och faunan, bland annat genom att ta bort de av människan introducerade arterna. Arter som råtta, katt och gris har antingen tagits bort helt eller kontrolleras numera strikt på ett flertal isolerade öar i Stilla havet, exempelvis på nordvästra Hawaii, på öar runt om Nya Zeeland, i södra Atlanten och i Indiska oceanen. Exempelvis har långvingad petrell (Pterodroma macroptera) på Whale Island (som nämns ovan) återhämtat sig avsevärt sedan brunråttan en gång för alla utrotats från ön. Till havs kan hotet från långrevsfisket minska genom olika tekniker som att fiska om natten, färga betet blått, öka vikterna på sänkena och använda sig av en form av fågelskrämmor. Ytterligare ett steg mot bevarandet och skyddet av lirorna utgör fördraget Agreement on the Conservation of Albatrosses and Petrels, som började gälla 2004 och som har skrivits på av de åtta länderna Australien, Ecuador, Nya Zeeland, Spanien, Sydafrika, Frankrike, Peru och Storbritannien. Fördraget binder länderna att agera för att minska bifångsten av dessa fåglar, minska utsläppen och att utrota introducerade arter från öar med häckningskolonier.